# Dębe (Legionowo)
Pour les articles homonymes, voir Dębe.
Dębe (prononciation : [ˈdɛmbɛ]) est un village polonais de la gmina de Serock dans le powiat de Legionowo de la voïvodie de Mazovie dans le centre-est de la Pologne.
Il se situe à environ 11 kilomètres à l'ouest de Serock (siège de la gmina), 10 kilomètres au nord de Legionowo (siège du powiat) et à 31 kilomètres au nord de Varsovie (capitale de la Pologne).

## Histoire
De 1975 à 1998, le village appartenait administrativement à la voïvodie de Varsovie.